# 通远坊天主教堂
通远坊天主教堂曾是天主教陕西代牧区的主教座堂，位于中国陕西省西安市高陵区通远街道正街，是一座起源于1711年的大型天主教堂，中国西北各省天主教的发源地。

## 历史
通远坊天主教堂始建于1711年（清康熙五十年）。通远坊原名刘家堡，通远坊的地名为西方传教士命名，寓意“通向远方”。此后由于“中国礼仪之争”，天主教被禁止在中国传播，传教士被驱逐，教堂被毁。
目前的通远坊天主教堂由意大利方济各会冯尚仁主教建于1844年至1848年。此后直至1930年，一直是天主教陕西代牧区的主教座堂，冯尚仁、胡定邦、穆理思、希賢、戴夏德等历任主教均驻扎于此。1930年，戴夏德主教将陕西中境代牧区（西安代牧区）的主教府从高陵县通远坊迁来西安南堂。
通远坊天主教堂面积650平方米，宽14米，长46.2米，14间，可容纳2000人，为当时西北唯一的大型教堂。青瓦顶盖，大红漆柱，花窗玻璃。有郭德礼、何理熙、林奇爱、戴夏德、方启升、方尚任、高一志等9位正副主教葬于堂内，墓碑嵌于墙上。整个建筑群占地340亩。 
通远坊天主教堂保存完好，1983年恢复开放。周围现存的教会建筑还有神哲学院、圣母会大楼和保赤会（育婴堂），均处于荒废状态。其余大批建筑包括主教公署、光华小学等均已消失。
2008年9月16日，通远坊天主教堂公布为第五批陕西省文物保护单位。